# Charles Kunstler
Pour les articles homonymes, voir Kunstler.
Charles Kunstler, né le 22 septembre 1887 à Pissos et mort le 22 novembre 1977  dans le 14e arrondissement de Paris, est un historien, homme d’affaires, et mécène français.

## Biographie
Charles Gentes est le fils de Marguerite Gentes et de Ignace Kunstler, professeur de mathématiques.
Il est le président du Syndicat de la Presse artistique française de 1949 à 1957 et est élu à l'Académie des beaux-arts le 16 juin 1954.
Il est un temps marié à Monique Suzanne Berthelier (entre 1957 et 1961).

## Œuvres
- Camille Pissaro[réf. nécessaire], Paris, éditions G. Crès et Cie, 1930.
- Les amours de François Villon, Paris, la Nouvelle Société d'édition, 1934.
- Gauguin, peintre maudit, Paris, Impr. française de l'édition, libr. Floury, 1934.
- La Fontaine aux trois miracles et deux autres contes, Bordeaux, éditions Delmas, 1935.
- Watteau l'enchanteur, Paris, Floury, 1936.
- La vie privée de Marie-Antoinette, Paris, Hachette, 1938.
- La vie privée de l'impératrice Joséphine, Paris, Hachette, 1939.
- Fersen et son secret, Paris, Hachette, 1947.
- Mondzain, Paris, Éditions Montbrun, 1948.
- La vie quotidienne sous Louis XVI, Paris, Hachette, 1950.
- Paris souterrain, Paris, Flammarion, 1953.
- La vie quotidienne sous Louis XV, Paris, Hachette, 1953.
- Rois, empereurs et présidents de la France, Paris, Hachette, 1960.
- La vie quotidienne sous la Régence, Paris, Hachette, 1960.
- Fersen et Marie-Antoinette, Paris, Hachette, 1961.
- Elvire ou le Songe de Don Juan, pièce en 3 actes, Limoges, Rougerie, 1966.